# Come Back to Stay
Chansons représentant l'Irlande au Concours Eurovision de la chanson
Walking the Streets in the Rain
(1965) If I Could Choose
(1967)
Come Back to Stay (« Reviens pour rester ») est une chanson interprétée par le chanteur irlandais Dickie Rock représentant l'Irlande au Concours Eurovision de la chanson 1966 à Luxembourg.

## À l'Eurovision

### Sélection
Le 22 janvier 1966, ayant remporté la finale nationale irlandaise, la chanson Come Back to Stay est sélectionnée pour représenter l'Irlande au Concours Eurovision de la chanson 1966 le 5 mars à Luxembourg.

### À Luxembourg
La chanson est intégralement interprétée en anglais, l'une des deux langues officielles de l'Irlande, comme l'impose la règle de 1966 à 1972. L'orchestre est dirigé par Noel Kelehan.
Come Back to Stay est la dix-septième chanson interprétée lors de la soirée, suivant Fernando en Filippo de Milly Scott pour les Pays-Bas et précédant A Man Without Love de Kenneth McKellar pour le Royaume-Uni.
À l'issue du vote, elle obtient 14 points et se classe 4e — à égalité avec Un peu de poivre, un peu de sel de Tonia pour la Belgique — sur 18 chansons,.

## Liste des titres
| A1. | Come Back to Stay     | Rowland Soper |  |
| B1. | Can't Make Up My Mind | Eric Monks    |  |

## Classements

### Classements hebdomadaires
| Classement (1966) | Meilleure position |
| ----------------- | ------------------ |
| Irlande (IRMA)    | 1                  |

## Historique de sortie
| Pays         | Date | Format      | Label         |
| ------------ | ---- | ----------- | ------------- |
| Espagne      | 1966 | EP 45 tours | Pye, Hispavox |
| France       | 1966 | EP 45 tours | Pye           |
| Irlande,     | 1966 | 45 tours    | Pye           |
| Royaume-Uni, | 1966 | EP 45 tours | Pye           |
| Royaume-Uni, | 1966 | 45 tours    | Pye           |